# (2795) Lepage
(2795) Lepage est un astéroïde de la ceinture principale.

## Description
(2795) Lepage est un astéroïde de la ceinture principale. Il fut découvert par Henri Debehogne et Edgar Rangel Netto le 16 décembre 1979 à La Silla. Il présente une orbite caractérisée par un demi-grand axe de 2,29 UA, une excentricité de 0,0288 et une inclinaison de 6,04° par rapport à l'écliptique.
Il fut nommé en hommage à Théophile Lepage, professeur de mathématiques à l'Université de Liège et à l'Université de Bruxelles.

## Compléments